# 910 Аннеліз
910 Аннеліз (910 Anneliese) — астероїд головного поясу, відкритий 1 березня 1919 року.
Тіссеранів параметр щодо Юпітера — 3,242.